# Discovery Kids
A Discovery Kids egy amerikai digitális kábel csatorna, melynek tulajdonosa a Discovery Communications. A csatorna 1996. október 7-é indult, és nagy hangsúlyt fektetett a gyermekek oktatására, ezáltal kalandos gyermekfilmeket kínált nézőinek, valamint a világ minden tájáról filmeket sugárzott a vadon élő állatokról, és természetes élőhelyükről. A csatorna 2010. október 10-én megszűnt, helyébe a The Hub, későbbi nevén a The Hub Network nevű csatorna lépett.
2002-ben a csatorna elindította az első valóság show műsorát Endurance néven, mely hasonlított a korábbi Survivor túlélő kalandtúrához, melyben csapatok versenyeztek, olyan egzotikus helyeken mint Hawaii, és Tehachapi. Az utolsó rész 2008 március 8-án került adásba.
2010. október 10-én a csatorna utolsó programjaként a Kenny a cápa című filmet vetítették le, mielőtt a The Hub nevű csatorna váltotta volna a Discovery Kids-et. A film még a The Hub csatornán is futott 2012. március 25-ig.
A Discovery Kids csatornán az angol nyelven kívül 2006 óta a spanyol hangsáv is elérhető volt.

## Lásd még
- Discovery Kids Latin-Amerika
- Discovery Kids UK
- Discovery Kids Kanada
- Discovery Kids Asia
- Hub Network

## Hivatalos honlap
- Discovery Kids[1]